# تاراکوندو
تاراکوندو (به لاتین: Tharakundu) یک منطقهٔ مسکونی در سری‌لانکا است که در استان شمالی (سری‌لانکا) واقع شده‌است.